# Aromobates molinarii
Aromobates molinarii (La Marca, 1985) è un anfibio anuro, appartenente alla famiglia degli Aromobatidi.

## Etimologia
L'epiteto specifico è stato dato in onore di Jesús Molinari.

## Distribuzione e habitat
È endemica della Cordillère de Mérida in Venezuela. Si trova tra i 1800 e i 2600 metri di altitudine nello stato di Mérida e Táchira.